# 吕蒙机场
吕蒙机场是位於中華人民共和國江西省景德鎮的一個機場，始建于1970年，1975年批准使用。機場原本是一個二级机场，1984年9月當局决定扩建为二级以上中型试飞民用机场，後來成為专供昌河飞机工业集团试飞的民用机场。机场总面积192万平方米，其中集体停机坪100米*40米*0.2米，滑行道为90米*12米*0.2米，跑道为300米*47米*0.2米，均为水泥结构。机场设有指挥塔台及通信、导航、气象、救护、消防等设备。运五、运十二和直升机可以在該機場起降。